# أغوستا
أغوستا هي بلدة تقع في العاصمة روما في إيطاليا .

## السكان
في سنة 1871 بلغ عدد السكان 1٬137 نسمة، وتطور العدد ليصل في سنة 2011 لـ 1٬760 نسمة.
يظهر هذا المخطط البياني تطور النمو السكاني لـ أغوستا